# Wanderpokal
Unter dem Wanderpokal oder Wanderpreis versteht man eine zumeist sportliche Auszeichnung, deren Besitz nie endgültig festgeschrieben ist. Ein Wanderpokal wechselt innerhalb eines bestimmten Turnus den Besitzer, das heißt, er „wandert“ von Gewinner zu Gewinner.
Die Form des Pokals oder Preises kann sehr vielfältig sein. Oft ist es tatsächlich ein Preis in pokalartiger Form, manchmal aber auch eine Schüssel, eine Figur oder eine Schale. Manche Wanderpokale gehen endgültig in den Besitz eines Gewinners über, wenn er mehrmals hintereinander gewonnen wurde. Die Namen des jeweiligen Gewinners werden meist auf dem Ehrenpreis eingraviert.

## Bekannte Pokale
Ein bekannter Wanderpokal ist die Meisterschale zum Gewinn der deutschen Fußballmeisterschaft. Auch der Pokal für den Sieger einer Fußballweltmeisterschaft, die sogenannte Coupe Jules Rimet war ein Wanderpokal. Ein Wanderpreis der Europäischen Union ist der Europapreis, der jährlich an Gemeinden verliehen wird, die sich um den europäischen Einigungsgedanken verdient gemacht haben.